# 앙앙시구

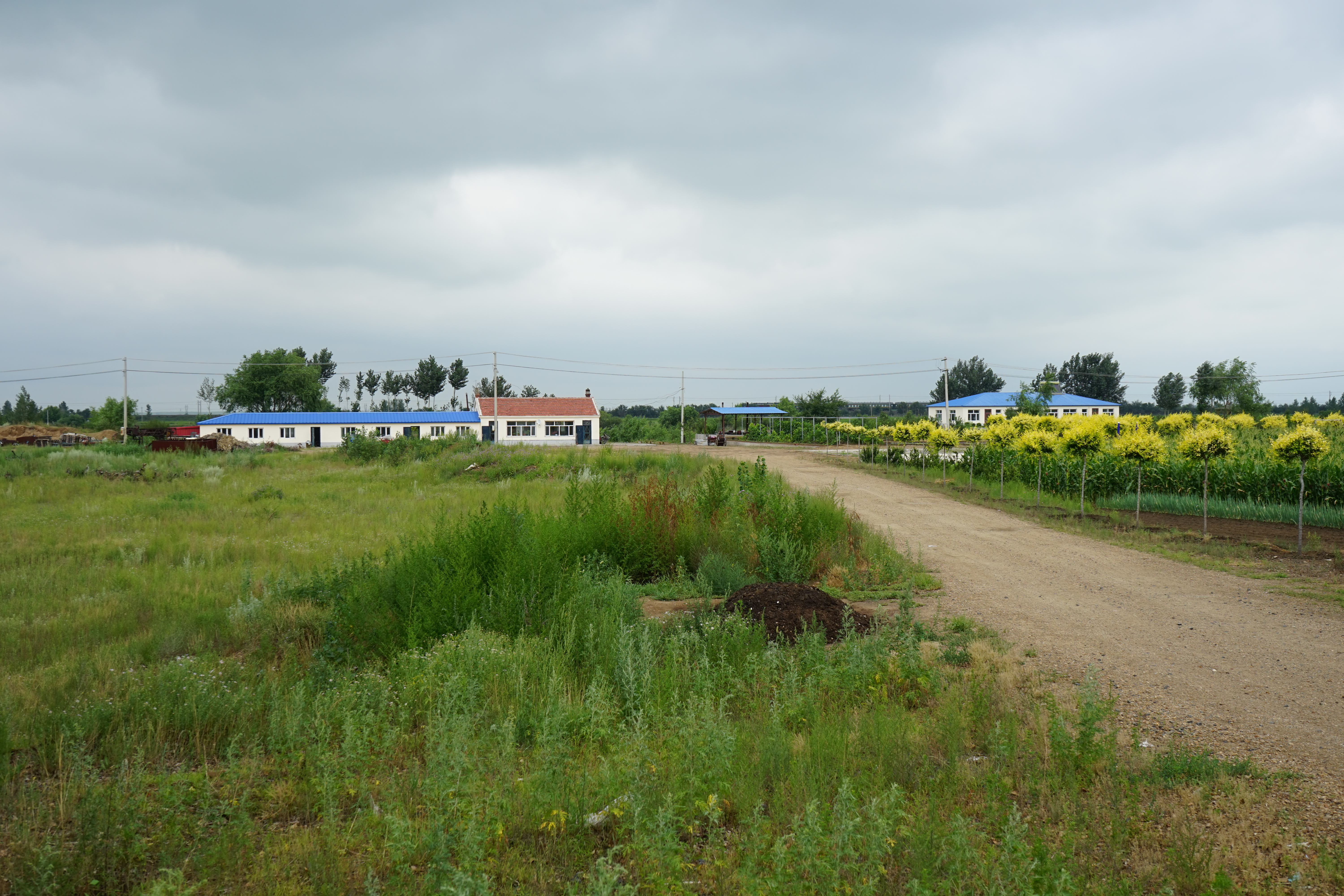

앙앙시구(한국어: 앙앙계구, 중국어: 昂昂溪区, 병음: Áng'ángxī Qū)는 중화인민공화국 헤이룽장성 치치하얼 시의 행정구역이다. 넓이는 623km2이고, 인구는 2007년 기준으로 80,000명이다.

## 행정 구역
4개 가도, 1개 진, 1개 민족진을 관할한다.
- 가도: 新兴街道, 新建街道, 林机街道, 道北街道.
- 진: 三间房镇.
- 민족진: 水师营满族镇